# 胸キュン刑事
『胸キュン刑事』（むねキュンでか）は、遠山光による日本の漫画作品、およびそれを原作としたテレビドラマ作品である。当初からメディアミックスを念頭に企画された作品であり、『週刊少年マガジン』（講談社）での漫画版の連載と、テレビドラマの放送がほぼ同時に開始された。
続編として、同じく講談社刊行の『MiChao!』に連載されていた『胸キュン刑事2 みるくCC』（むねキュンでかツー みるくシーシー）がある。

## 内容
警視庁音羽署に配属された新人刑事「皇くるみ」。彼女には犯人に接触すると乳頭が勃起するという超能力があり、この能力を活かして様々な事件を解決に導く。流れとしては事件発生⇒潜入捜査⇒犯人逮捕へという形式が基本だが、推理作品としてよりも主人公のお色気捜査に主眼が置かれている。
作者の遠山光はお色気マンガを多く発表しており、本作品においても主人公をはじめとする女性の乳首等の描写が多くみられる。

## 登場人物
皇くるみ（すめらぎ くるみ）
本作品のヒロイン。19歳の新人刑事。同じく刑事で殉職した父の志を継ぐために警察官となり、警視庁音羽署捜査一課に配属された。
犯罪がらみの秘密を有する人物に近づくと、乳首が「キュン」と締まる超能力を持つ。その反応の幅は非常に広く、殺人や強盗といった凶悪事件からつまみ食いといった他愛の無い嘘にまで至る。大輔をはじめとする同僚にはこの超能力を公言しているもののほとんど相手にされておらず、勘の良い娘程度にしか扱ってもらっていない。胸キュンした相手をそれ以外の確たる証拠も無しに犯人と決め付けてしまうので同僚の協力を得られず、証拠固めのために独断で潜入捜査をしたりと強引な手法を取る。しかしほとんどの場合、目をつけた相手に捕らえられたり殺されかけたりとかえってピンチを招く。潜入捜査時にくるみがするコスプレは多種多様で、女子高生、チャイナ服、看護婦、メイド、ノーパン喫茶嬢、女子中学生にまで及び、ピンチに陥る度に強引に衣服を脱がされ乳房が露わになるお色気描写がお決まりの展開となっていた。
合気道三段を称するが、そのわりには実際の格闘になるとほとんど力負けしている。また、射撃が恐ろしく下手。なぜかヘロインがどのような味なのかを知っている。
大輔とは衝突を繰り返しながらもお互いをパートナーとして認め合い、最終話では結婚に至った。
テレビドラマでは大輔との出会いは一緒だが、スリを逮捕できずに上司から失態を責められた事を恨まれ、完全に嫌われた。
江口大輔（えぐち だいすけ）
警視庁音羽署の刑事。くるみより1年先輩。大学生の頃に家庭教師のアルバイトをしていたと語っていることから推定24歳。バスでスリの警戒に当たっていたところに居合わせたくるみに、胸キュンを理由に痴漢と誤解されて捕まってしまう（なぜ胸キュンしたのかは不明である）。以後コンビを組むことになり、様々な事件を解決していく。
銃の扱いに優れ、署内随一と言われるほどの腕前。くるみの称する胸キュンには半信半疑であるが、勘の良さは認めている模様。
人並みにスケベであり、「お前の胸キュンも勘がにぶったか？」などと言ってくるみに背後から抱きついて胸を揉むなどのセクハラを働く一方、くるみの大切な部分を見ると鼻血を噴いて卒倒してしまう。
白神道馬との決戦では瀕死の重傷を負ったもののくるみを守りきり、後にくるみと結婚した。
テレビドラマでは真面目な性格に大幅変更され、スリの尾行捜査中に痴漢と勘違いしたくるみに騒がれた隙に犯人に逃げられて逮捕できず、その事を上司から叱責された恨みから、くるみと組まされた事に憤慨。彼女がバスでの一件での謝罪をせず、先輩と呼んで明るく接する態度にますます腹を立て、「痴漢と間違える奴に先輩と呼ばれる筋合いは無い」と完全に嫌っていた。
丸山課長
くるみと大輔の直属の上司。温厚な人物であるが、容疑者が議員や大学教授というだけで犯人でないと判断するなど、権威には弱い一面がある。しかし、くるみが殺されかけた時には大輔に次いで助けを求められるなど、部下にはそれなりに慕われている模様。
伊庭明
捜査一課科学捜査班主任研究員。科学的知識よりもサバイバル技術に優れ、くるみに白神と戦う術を伝授した。
白神道馬
連載最後の敵。日本人でありながら傭兵の道を選び、幾多の戦場を生き抜いてきた猛者。同じく傭兵だった兄の達馬がくるみの父によって殺されたと逆恨みし、娘であるくるみを殺害することで復讐を遂げようと目論む。そのためには手段を選ばず、数々のトラップと人間離れした肉体を駆使してくるみと大輔を苦しめた。

## 単行本
掲載誌版元の講談社から講談社コミックス (KC) レーベルで全6巻が発売。後に大都社から全3巻で復刻された。

### 講談社版
1. ISBN 978-4-06-311252-8
2. ISBN 978-4-06-311270-2
3. ISBN 978-4-06-311299-3
4. ISBN 978-4-06-311328-0
5. ISBN 978-4-06-311345-7
6. ISBN 978-4-06-311366-2 - 読みきり作品『ラジカルC調コネクション』と『おさわがせ死神レディー』も収録。

### 大都社版
1. ISBN 978-4-06-311366-2
2. ISBN 978-4-88653-070-7
3. ISBN 978-4-88653-071-4

## テレビドラマ
1987年4月4日から6月27日まで、国際放映とテレビ朝日の共同制作のもと、テレビ朝日系列局で毎週土曜19:30 - 20:00（JST）に全13話が放送された。他方でネット局のうち、朝日放送のみは同時間帯に自社制作のテレビドラマ『部長刑事』を放送していた都合上、同17:55 - 18:25に先行ネットしていた他、他系列局への番組販売も行われていた。
ドラマ化に当たっては設定に若干手直しが入っており、梶原真弓演じる皇くるみは、人事課のコンピュータのトラブルで突然刑事に転向させられたという設定になっている。また同作品中でのくるみは、途中からチェーンの長い手錠のような武器を使っていた。くるみが「胸キュン」する時の胸の反応（動作）も漫画版とは異なり、その際には「きたぁ！感じるー！」と叫ぶ演出も加えられている。この「胸キュン」シーンはバンクシステムによるもので、映像は毎回同じである。事実上一話完結形式のドラマであるが、毎回ラストには次回へと繋がるシーン（エピローグブリッジ）が挿入されるなど、連続ドラマの体面を保っていた。
2005年3月25日、ビデオ・パック・ニッポンとジェネオン エンタテインメントから、同作品を収録したDVD-BOXが発売された。

### キャスト
（「※」印は各登場人物のドラマ版での設定）
- 梶原真弓（皇くるみ〈※19歳〉役）
- 岡野進一郎（江口大輔〈※24歳〉役）
- 重田千穂子（桜木静 役）
  - ※31歳。交通課警官。年齢の話をされることに神経質になっている。
- 美加理（交通課・中山由紀枝巡査 役）
  - ※21歳。くるみの後見人という形で音羽署へ転任。くるみの後始末に追われ、大輔に色目を使うも無視される日々を送る。
- 斎木しげる（瀬長徹 役）
- 左右田一平（熊谷次郎 役）
  - ※55歳、部長刑事。「私なんて定年間近ですから…」が口癖。
- 草見潤平（月岡幸久 役）
- 石塚英彦（和田秀夫 役）
- 谷啓（丸山洋二 役）
  - ※45歳、捜査課長。くるみの亡き父・雄一郎の親友。
- 小坂一也（くるみの父親・皇雄一郎 役）
- 今井和子（くるみの母親・皇まち子 役）
- 竹内純（くるみの弟・皇雄三 役）
- 瀬能礼子（ナレーター）

### スタッフ
- 脚本：岡部俊夫、石川良
- 監督：辻理、鈴木一平、芝山隆二
- 擬闘：金田治（ジャパンアクションクラブ）
- 車両協力：本田技研工業 - ホンダ・レジェンドとホンダ・シティを提供。
- プロデューサー：川田方寿、藤原英一（テレビ朝日）、浦井孝行
- 制作：国際放映、ANB（テレビ朝日）

### 主題歌
「ナポレオンのくしゃみ」
作詞：秋元康 / 作曲・編曲：後藤次利 / 歌：少女隊（ポリドールK.K.）
この曲が収録されている少女隊のアルバム『ZOO』は、それ以外の収録曲もドラマ本編の挿入曲として使われている。また少女隊自身も、ドラマ本編第10話にゲスト出演している。

### 放送日程
| 放送回 | 放送日  | サブタイトル                         | 脚本     | 監督     | ゲスト            |
| ------ | ------- | ------------------------------------ | -------- | -------- | ----------------- |
| 1      | 4月04日 | 「ミス刑事のパンツの色は!?」 1時間SP | 岡部俊夫 | 辻理     | 星セント・ルイス  |
| 2      | 4月11日 | 「カンじる原宿竹下通り」             | 岡部俊夫 | 辻理     |                   |
| 3      | 4月18日 | 「子犬がかいだ事件の匂い」           | 岡部俊夫 | 鈴木一平 |                   |
| 4      | 4月25日 | 「結婚式場でミス逮捕!?」             | 岡部俊夫 | 辻理     | 渡辺良子          |
| 5      | 5月02日 | 「結婚サギ！アブない私の後見人」     | 岡部俊夫 | 鈴木一平 |                   |
| 6      | 5月09日 | 「チチに捧げる初体験」               | 岡部俊夫 | 辻理     |                   |
| 7      | 5月16日 | 「乳房がプッツン？捜査拒否！」       | 岡部俊夫 | 辻理     |                   |
| 8      | 5月23日 | 「内緒で歌ってアイドル気分」         | 岡部俊夫 | 鈴木一平 |                   |
| 9      | 5月30日 | 「感激！信じる人が現れた」           | 石川良   | 鈴木一平 |                   |
| 10     | 6月06日 | 「生放送直前！少女隊を救え」         | 岡部俊夫 | 辻理     | 少女隊            |
| 11     | 6月13日 | 「オトリ捜査は危険いっぱい」         | 岡部俊夫 | 芝山隆二 |                   |
| 12     | 6月20日 | 「私の仲間はとってもステキ」         | 岡部俊夫 | 辻理     |                   |
| 13     | 6月27日 | 「ときめいて夏！恋の予感」           | 岡部俊夫 | 鈴木一平 | 中田譲治 上野綾子 |

| テレビ朝日系列 土曜19:30 - 20:00                            | テレビ朝日系列 土曜19:30 - 20:00              | テレビ朝日系列 土曜19:30 - 20:00                     |
| 前番組                                                      | 番組名                                        | 次番組                                               |
| ----------------------------------------------------------- | --------------------------------------------- | ---------------------------------------------------- |
| 愛川欽也の探検レストラン （1985年10月12日 - 1987年3月28日） | 胸キュン刑事 （1987年4月4日 - 1987年6月27日） | なかなか!ドジラんぐ （1987年7月4日 - 1987年9月26日） |

## 胸キュン刑事2 みるくCC
講談社の『MiChao!』に連載されていたウェブコミック。くるみの娘の新米刑事「皇みるく」が、母親譲りの能力である秘密の胸キュンとコスプレ潜入捜査で事件を解決する。

### 単行本
ミチャオKCレーベルで全3巻が発売。通常の書籍化が行われたのは第2巻までであり、最終巻は電子書籍のみで取り扱われている。
1. ISBN 978-4-06-372376-2
2. ISBN 978-4-06-375486-5
3. ISBN 978-4-06-420040-8